# 神經幹細胞
神經幹細胞（英語： (NSCs)）是一類存在於中樞神經系統中的幹細胞，屬於多能幹細胞。神經幹細胞在人、小鼠等生物的胚胎發育中扮演重要角色，亦存在於這些生物的成體中。這類細胞具有分化爲神經元、星狀細胞、寡突膠質細胞的能力。
胚胎發育過程中，神經幹細胞稱爲「放射狀膠質細胞」（Radial glial cell）。

## 位置
在成年哺乳动物的大脑中，有报告称海马体齿状回中含有神經幹細胞。

## 性質
和其他幹細胞一樣，神經幹細胞具有無限增殖的潛能，平時處於靜息狀態，分佈於幹細胞龕（niche）中，受刺激後才會增殖、分化。神經幹細胞能分化爲神經細胞和神經膠質細胞，更具體的說是能分化爲神經元、星狀細胞、寡突膠質細胞。研究表明，將小鼠的神經幹細胞注射入免疫缺陷的裸鼠中樞神經系統內，這些神經幹細胞可以增殖、遷移及分化。
小鼠的神經幹細胞於1992年成功分離、建系，隨後，又陸續建立了人等生物的神經幹細胞系。

## 外部連結
- 港大科研團隊首於中樞神經系統外發現幹細胞 - 2025年6月明報：香港大學醫學院表示與德國一間研究所合作……“從小鼠的肢體和肺部組織中發現並分離出一類前所未見的多能神經幹細胞，命名為‘外周神經幹細胞’”